# Synagoga Ohel Jeszarim we Lwowie
Synagoga Ohel Jeszarim we Lwowie – nieistniejąca synagoga znajdująca się we Lwowie przy skrzyżowaniu nieistniejącej już uliczki Fabrycznej i Gródeckiej, za dworcem Czerniowieckim.
Synagoga została zbudowana w 1901 roku, według planów architekta Jana Erdeliego, w stylu neoklasycznym. Podczas II wojny światowej, po wkroczeniu wojsk niemieckich do Lwowa w 1941 roku, synagoga została doszczętnie zniszczona. Po zakończeniu wojny nie została odbudowana.